# 니더리트 바이 인터라켄
니더리트 바이 인터라켄(독일어: Niederried Bei Interlaken)은 스위스 베른주 인터라켄-오버하슬리구에 있는 자치체이다.

## 역사
인터라켄 근처의 니드리트는 1291년에 Riede로 처음 언급되었다.
이 지역에서 가장 오래된 정착지의 흔적은 Ursisbalm의 신석기 시대 무덤과 슈테델리의 라텐 문화 시대 무덤이다. 마을은 건국 후 역사 기록에 거의 등장하지 않았다. 1411년과 1439년 사이에 니더리트를 포함한 링엔베르크의 영지권은 인터라켄 수도원에 주어졌다. 1528년, 베른시는 개신교 종교 개혁의 새로운 신앙을 채택하고 그것을 베른 오버란트에 강제하기 시작했다. 수도원은 새로운 신앙에 반기를 들지만 실패했다. 베른이 오버란트에 자신의 의지를 강요한 후, 그들은 수도원을 세속화하고 모든 수도원 땅을 합병했다. 니더리트는 베른 영지 인터라켄의 일부가 되었다.
이 마을은 호수와 산 사이의 좁은 땅을 차지하고 있어서 농사를 지을 땅이 거의 없었다. 19세기에 일부 관광객들이 이 마을을 방문했고 1877년에는 관광 증기선을 위한 부두가 건설되었다. 1916년에는 좁은 마을을 통과하는 브뤼닉 철도의 마지막 구간이 완성되었다.

## 명칭 어원
이름은 " 인터라켄 근처의 낮은 리에드"를 의미한다. Ried라는 이름의 기원에 대한 두 가지 설명이 있다. 고대 고원 독일어 riod, reoth ("개간") 또는 스위스 독일어 Ried(갈대와 늪지 재배)에서 유래했다.

## 지리

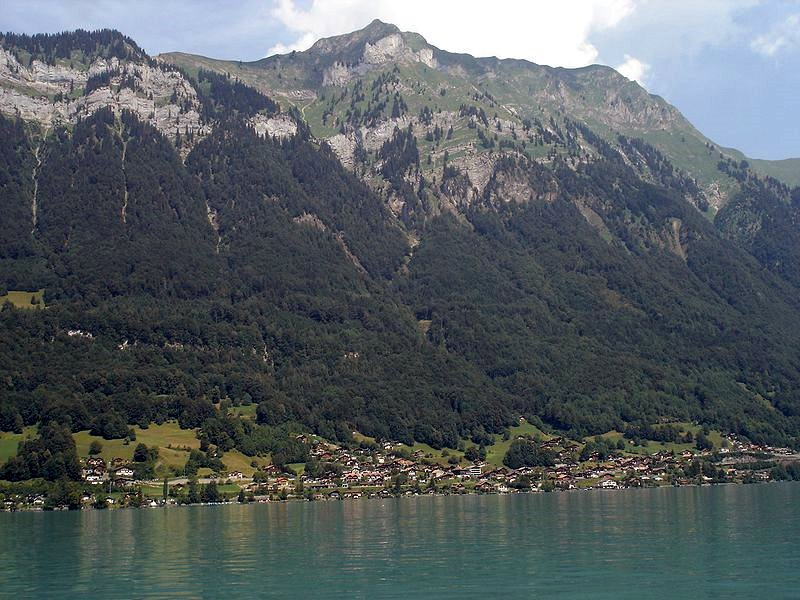
브리엔츠호 호반의 니더리트 마을

니더리트 바이 인터라켄의 면적은 4.28k㎡이다. 이 면적 중 0.92k㎡ (21.4%)가 농업용으로 사용되는 반면, 2.36k㎡ (55.0%)는 삼림이다. 나머지 토지 중 0.31k㎡ (7.2%)가 정착(건물 또는 도로), 0.02k㎡ (0.5%)가 강 또는 호수이며, 0.68k㎡ (15.9%)는 비생산적인 토지이다.
조성면적 중 주택과 건물이 4.9%, 교통기반시설이 2.3%를 차지했다. 산림면적의 50.6%는 산림이 우거져 있고 3.7%는 과수원이나 작은 나무 군락으로 덮여 있다. 농경지 중 8.2%가 목초지이고 13.3%가 고산 목초지로 사용된다. 시정촌의 모든 물은 흐르는 물이다. 비생산적인 지역 중 11.4%는 비생산적인 초목이고 4.4%는 초목이 자라기에는 너무 암석이 많은 지역이다.
그것은 브리엔츠호의 북쪽 기슭에 있는 베른 고원에 자리잡고 있다. 가장 높은 지점은 시정촌의 북쪽 가장자리에 있는 Suggiture (2,085m)이다.
2009년 12월 31일에 시정촌의 이전 지구인 인터라켄군이 해산되었다. 다음 날 2010년 1월 1일에 새로 설립된 인터라켄-오버하슬리구에 합류했다.

## 인구통계

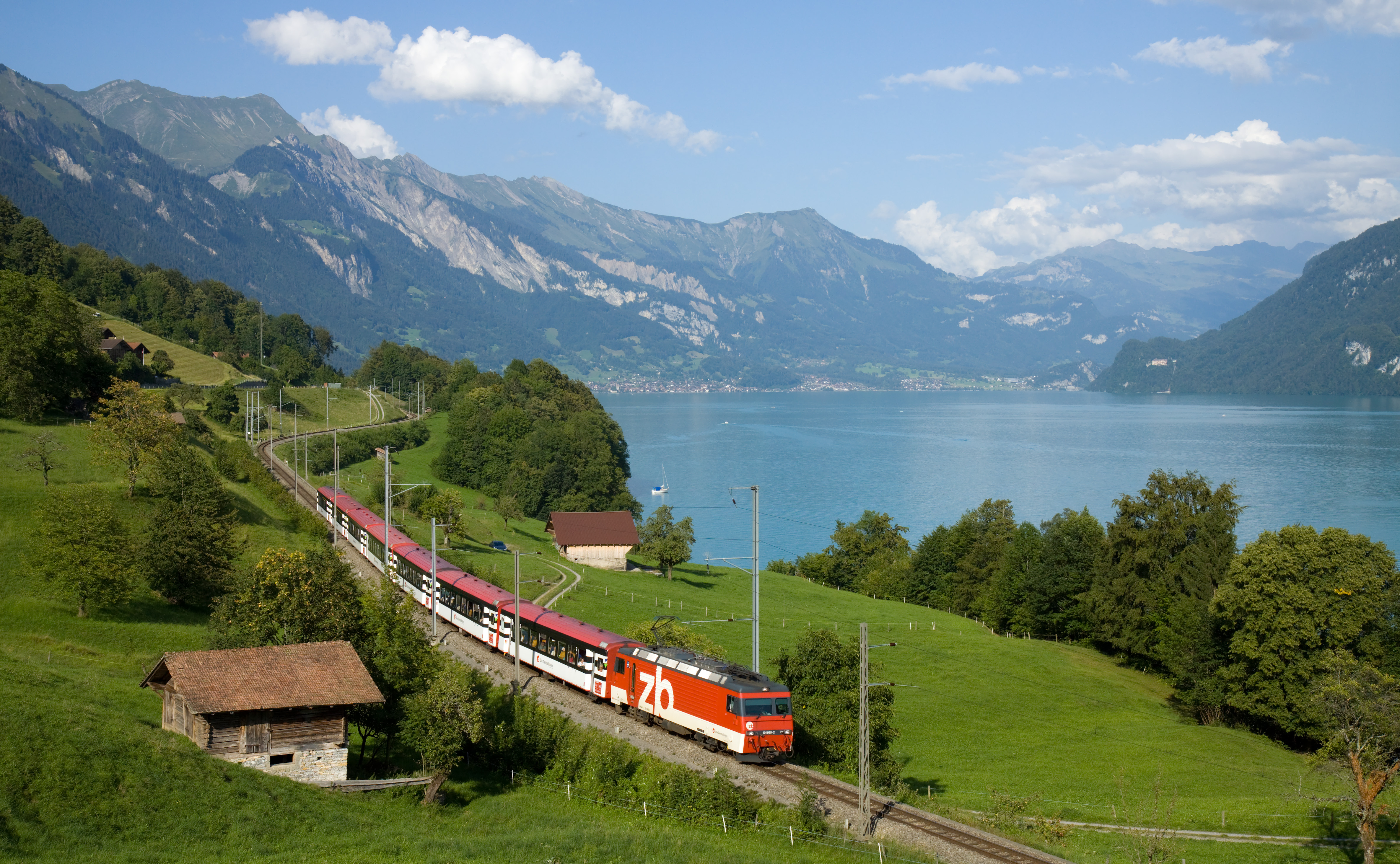
니더리트를 관통해 달리는 브뤼닉 철도

2020년 12월 기준, 니더리트 바이 인터라켄의 인구는 368명이다. 2010년 기준으로 인구의 12.7%가 거주하는 외국인이다. 2000년부터 2010년까지 지난 10년 동안 인구는 -4.9%의 비율로 변화했다. 이민은 –8%, 출생과 사망은 -0.3%를 차지했다.
2000년 기준, 인구 대부분인 316명(92.4%)명이 독일어를 모국어로 사용하고, 이탈리아어가 10명(2.9%)으로 두 번째로 많이 사용하고, 알바니아어가 8명(2.3%)으로 세 번째로 사용된다.
2008년 기준으로 인구는 남성 49.4%, 여성 50.6%이다. 인구는 141명의 스위스 남성(인구의 42.5%)과 23명(6.9%)의 비스위스계 남성으로 구성되었다. 스위스 여성은 149명(44.9%), 비스위스계 여성은 19명(5.7%)이었다. 시정촌 인구 중 106명(약 31.0%)이 니더리트 바이 인터라켄에서 태어나 2000년에 그곳에서 살았다. 같은 주에서 태어난 138명(40.4%), 다른 곳에서 태어난 41명(12.0%)이 있었다. 스위스에서, 그리고 46 또는 13.5%가 스위스 밖에서 태어났다.
2010년 기준으로 아동·청소년(0~19세)이 17.8%, 성인(20~64세)이 60.2%, 노인(64세 이상)이 22%를 차지한다.
2000년 기준으로 시정촌에는 미혼이거나, 독신인 사람이 130명 있다. 기혼자는 170명, 미망인은 26명, 이혼한 사람은 16명이었다.
2000년 현재 1인 가구는 50가구, 5인 이상 가구는 13가구이다. 2000년에는 총 140채(전체의 49.3%)가 상설 임대되었으며, 123채(43.3%)가 계절적 임대, 21채(7.4%)가 비어 있었다. 2010년 기준 신규주택 건설률은 인구 1,000명당 3세대이다. 2011년 시정촌 공실률은 0.9%였다.
역사적 인구는 다음 차트에 나와 있다.

## 정치
2011년 연방 선거에서 가장 인기 있는 정당은 40.9%의 득표율을 기록한 스위스인민당(SVP)이었다. 그 다음으로 인기 있는 3개 정당은 보수민주당(BDP) (15.8%), 사회민주당(SP) (11.4%), 녹색당(9.8%)이었다. 연방 선거는 총 119표를 던졌고 투표율은 47.2%였다.

## 경제
2011년 현재 니더리트 바이 인터라켄의 실업률은 1.25%이다. 2008년 현재, 시정촌에는 총 44명이 고용되어 있다. 이 중 1차 경제 부문에 10명이 고용되었고 이 부문에 약 4개 기업이 참여했다. 12명이 2차 부문에 고용되었고, 이 부문에 3개의 기업이 있었다. 22명이 3차 부문에 고용되었으며, 이 부문에는 10개의 기업이 있다. 시정촌 주민이 167명으로 일정 정도 고용되었으며, 그중 여성이 전체 노동력의 38.3%를 차지하였다.
2008년에는 총 35개의 정규직에 상응하는 일자리가 있었다. 1차 부문의 일자리 수는 5개였으며, 모두 농업에 있었다. 2차 부문의 일자리 수는 12개로 그중 10개(83.3%)가 제조업, 2개(16.7%)가 건설업이었다. 3차 부문의 일자리 수는 18개였다. 3차 부문에서 2개(11.1%)는 도소매 또는 자동차 수리업, 8개(44.4%)는 호텔 또는 레스토랑, 3개(16.7%)는 기술 전문가 또는 과학자, 2개(11.1%)는 교육에 종사했다.
2000년에는 시정촌으로 출퇴근하는 근로자가 24명, 출퇴근한 근로자가 126명이었다. 지자체는 근로자의 순수출 지자체로, 들어오는 1명당 약 5.3명의 근로자가 지자체를 떠나고 있다. 근로 인구의 14.4%가 출퇴근을 위해 대중교통을 이용했고, 62.9%가 자가용을 이용했다.

## 종교
2000년 인구 조사에 따르면 36명(10.5%)이 로마 가톨릭 신자이고, 237명(69.3%)이 스위스 개혁 교회에 속해 있다. 나머지 인구 중 정교회 교인은 5명 (인구의 약 1.46%)이었고 다른 기독교 교인은 16명(인구의 약 4.68%)이었다. 14명(인구의 약 4.09%)이 이슬람교였다. 불교 1명, 힌두교 1명, 다른 교회에 속한 개인 1명이 있었다. 16명(인구의 약 4.68%)은 교회에 속하지 않고 불가지론자 또는 무신론자이다. 그리고 23명의 개인(또는 인구의 약 6.73%)이 질문에 대답하지 않았다.

## 교육
니더리트 바이 인터라켄에서는 인구의 약 134명(39.2%)이 필수가 아닌 고등 중등 교육을 이수했으며, 19명(5.6%)이 추가 고등교육(대학 또는 응용학문대학)을 마쳤다. 고등 교육을 이수한 19명 중 73.7%가 스위스 남성이고 15.8%가 스위스 여성이었다.
베른주 학교 시스템은 1년의 의무 없는 유치원, 6년의 초등학교를 제공한다. 이후 3년 동안의 의무적 중학교 과정을 거쳐 학생들을 능력과 적성에 따라 구분한다. 중학교 이하 학생들은 추가 학교에 다니거나 견습생으로 들어갈 수 있다.
2010-11학년도에는 총 9명의 학생이 한 초등학교에 다녔다.
2000년 현재 니더리트 바이 인터라켄에는 다른 시정촌에서 온 학생이 73명, 시외 학교에 다니는 거주자는 7명이다.

## 교통
니더리트는 브뤼닉선의 니더리트역에서 제공된다. 인터라켄과 마이링엔 사이를 매시간 레기오 열차로 운행한다.